# 초공간
초공간(超空間, 영어: superspace)은 초대칭 전하를 운동량과 동등하게 다루기 위하여, 시공에 초대칭 전하를 생성하는 반가환 스피너 좌표를 추가하여 얻는 공간이다.:29–48
이 위에 초장을 자연스럽게 정의할 수 있다. 초대칭을 다루는 여러 형식 체계 가운데 하나로, 특히 비확장 ({\displaystyle N=1}) 평탄한 초대칭을 다룰 때 유용하나, 확장 초대칭이나 초중력에서도 쓸 수 있다. 압두스 살람과 존 스트래스디(John Strathdee)가 1974년에 도입하였다.
일반 장론의 경우, 마당은 시공 위에 분포하여, 좌표 공간이 시공과 같지만, 초장의 경우, 그 좌표 공간은 시공의 좌표 말고도 반가환 (그라스만) 차원을 포함한다. 이 차원은 대개 반가환 바일 스피너로 나타낸다. 만약 {\displaystyle N}개의 초대칭이 있다면, 각 초대칭에 하나의 왼손 반가환 스피너와 하나의 오른손 반가환 스피너가 대응돼, 총 {\displaystyle 4N}개의 복소 차원이 추가된다. 즉 초공간 위의 한 점은 다음과 같이 적는다.
{\displaystyle X=(x^{\mu },\theta _{1}^{\alpha },{\bar {\theta }}_{1}^{\dot {\alpha }},\dots ,\theta _{N}^{\alpha },{\bar {\theta }}_{N}^{\dot {\alpha }})}
여기서 {\displaystyle \theta _{i}^{\alpha }}와 {\displaystyle \theta _{i}^{\dot {\alpha }}}는 반가환 (왼손, 오른손) 바일 스피너 차원이고, {\displaystyle x^{\mu }}는 민코프스키 차원이다.
반가환수의 테일러 급수는 유한하므로, 초장은 실제 시공 위에서는 일련의 일반적 마당으로 나타나게 된다.

## 손지기 초공간
손지기 초장은 좌표 변환을 통하여 일반적인 초공간 대신에 스피너 좌표의 일부를 없앤 손지기 초공간(영어: chiral superspace) 위에 정의할 수 있다. 예를 들어, 비확장 초대칭의 경우 왼손지기 초공간은 좌표 {\displaystyle x^{\mu }}와 {\displaystyle \theta ^{\alpha }}만을 가지고, {\displaystyle {\bar {\theta }}^{\dot {\alpha }}}를 포함하지 않는다.

## 수학적 정의
초공간은 수학적으로 초다양체로 나타낸다. 초다양체는 비가환 공간 (noncommutative space)의 특별한 경우로, 다만 그 비가환성이 일반적인 비가환 공간보다 매우 적다. 비가환 공간은 일반적 공간의 가환적인 구조를 대수학적으로 추출하여 일반화한 것으로, 일반적인 기하학적 구조 (위상 공간, 거리 공간)를 따르지 않는다. 이에 따라, 초공간을 형식적인 구조 이상으로 해석하기 힘들다.

### 평탄한 초공간
평탄한 초공간은 곡률이 없으므로 상대적으로 다루기 쉽다. 민코프스키 공간 {\displaystyle \mathbb {R} ^{p,q}}은 푸앵카레 군 ISO(p,q)에서 로렌츠 군 SO(p,q)에 대한 잉여류 공간(여기서는 로렌츠 군이 정규 부분군이므로 몫군)으로 나타낼 수 있다.
마찬가지로 평탄한 초공간은 초푸앵카레 군을 로렌츠 군에 대한 잉여류로 정의할 수 있다. 이를 위하여, 초푸앵카레 군의 페르미온적 생성자를 반가환 스피너로 생각하여, 형식적으로 모든 괄호를 교환자로 만든다. 따라서, 초공간의 좌표는 4차원 벡터와 일련의 그라스만 스피너로 나타내어지게 된다.
평탄한 초공간은 곡률이 없지만 (평탄성), 꼬임을 가진다. 따라서 공변 미분을 정의하여야 한다.

## 같이 보기
- 사영 초공간
- 리 초대수